# Vouharte
Vouharte est une commune française, située dans le département de la Charente (région Nouvelle-Aquitaine).
Ses habitants sont les Vouhartais et les Vouhartaises.

## Géographie

### Description
La commune de Vouharte est située dans la vallée de la Charente en amont d'Angoulême, à 5 km au nord-ouest de Saint-Amant-de-Boixe et 20 km au nord d'Angoulême.
Le bourg de Vouharte est aussi à 7 km au nord de Vars, 10 km au sud-est d'Aigre, 11 km au sud-ouest de Mansle et 12 km à l'est de Rouillac.
La commune est traversée par l'ancienne route nationale 737 (actuelle RD 737), route secondaire qui va d'Angoulême à Niort par Aigre et qui dessert le bourg, en passant aussi à Montignac au sud et Marcillac-Lanville au nord et qui franchit la Charente.
La station de chemin de fer  la plus proche est la  gare de Luxé, desservie par des TER à destination d'Angoulême, Poitiers et Bordeaux. La LGV Sud Europe Atlantique traverse la commune.

### Communes limitrophes
| La Chapelle  | Coulonges             | Xambes               |
| Genac-Bignac | Vouharte              | Saint-Amant-de-Boixe |
|              | Saint-Genis-d'Hiersac | Montignac            |

### Géologie et relief
Le sol de la commune est constitué de calcaire datant du Jurassique supérieur (Kimméridgien). Il est en bordure occidentale du plateau karstique de la Boixe. Le sud de la commune ainsi que la vallée de la Charente sont occupés par des alluvions du quaternaire, déposés en couches successives sur la rive convexe du méandre. On trouve aussi quelques zones de grèzes ou colluvions, comme aux Brousses en limite sud-est de commune, ou au sud du bourg,,.
Le relief de la commune est celui d'un bas plateau descendant doucement vers la vallée de la Charente à l'ouest. La partie sud de la commune est moins élevée que la partie nord, où des combes entaillent le plateau et convergent au bourg construit au bord du fleuve. Le point culminant de la commune est à une altitude de 137 m, situé près du réservoir de la Grande Faye à l'est. Le point le plus bas est à 42 m, situé le long de la Charente au sud. Le bourg est à 51 m d'altitude.

### Hydrographie

#### Réseau hydrographique

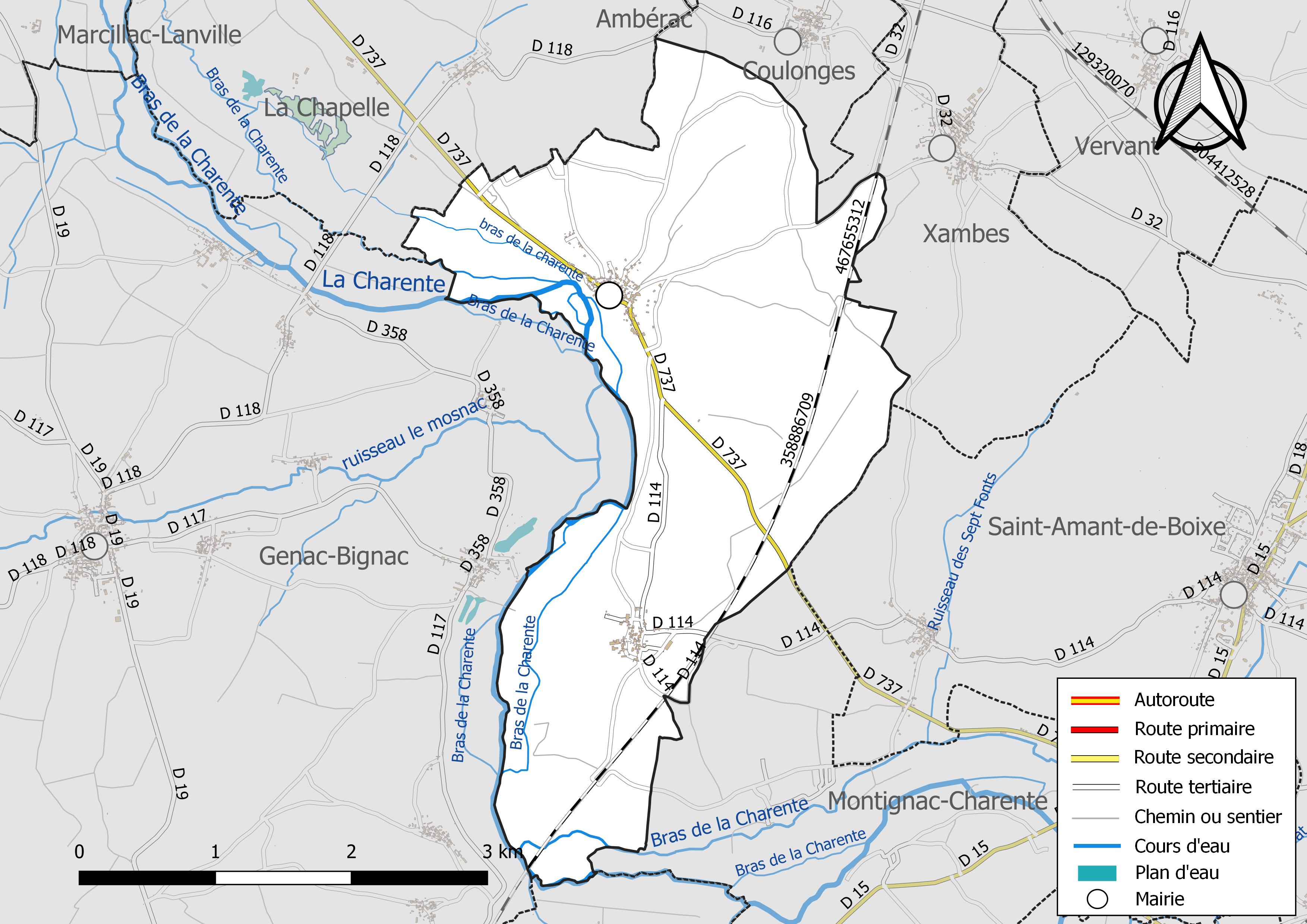
Réseaux hydrographique et routier de Vouharte.

La commune est située dans le bassin versant de la Charente au sein du bassin Adour-Garonne. Elle est drainée par la Charente, qui constitue sur la commune un réseau hydrographique de 9 km de longueur,.
Le fleuve, en amont d'Angoulême et en aval de Mansle, arrose l'ouest de la commune.
Sa vallée comporte de nombreuses îles. Elle connaît des inondations en période de crue hivernale.

#### Gestion des eaux
Le territoire communal est couvert par le schéma d'aménagement et de gestion des eaux (SAGE) « Charente ». Ce document de planification, dont le territoire correspond au bassin de la Charente, d'une superficie de 9 300 km2, a été approuvé le 19 novembre 2019. La structure porteuse de l'élaboration et de la mise en œuvre est l'établissement public territorial de bassin Charente. Il définit sur son territoire les objectifs généraux d’utilisation, de mise en valeur et de protection quantitative et qualitative des ressources en eau superficielle et souterraine, en respect des objectifs de qualité définis dans le troisième SDAGE  du bassin Adour-Garonne qui couvre la période 2022-2027, approuvé le 10 mars 2022.

### Climat
Comme dans les trois quarts sud et ouest du département, le climat est océanique aquitain.

### Paysages
Commune agricole, elle est composée de 85 % de terres agricoles et 10 % de bois et de milieux semi-naturels.

### Milieux naturels et biodiversité
La zone Natura 2000 de la Vallée de la Charente amont couvre 23 % de la commune de Vouharte, toute la vallée du fleuve.

## Urbanisme

### Typologie
Au 1er janvier 2024, Vouharte est catégorisée commune rurale à habitat dispersé, selon la nouvelle grille communale de densité à 7 niveaux définie par l'Insee en 2022.
Elle est située hors unité urbaine. Par ailleurs la commune fait partie de l'aire d'attraction d'Angoulême, dont elle est une commune de la couronne,. Cette aire, qui regroupe 94 communes, est catégorisée dans les aires de 50 000 à moins de 200 000 habitants,.

### Occupation des sols
L'occupation des sols de la commune, telle qu'elle ressort de la base de données européenne d’occupation biophysique des sols Corine Land Cover (CLC), est marquée par l'importance des territoires agricoles (86,4 % en 2018), en augmentation par rapport à 1990 (81,2 %). La répartition détaillée en 2018 est la suivante : 
terres arables (52,5 %), prairies (19,7 %), zones agricoles hétérogènes (14,3 %), forêts (9,6 %), zones urbanisées (4 %). L'évolution de l’occupation des sols de la commune et de ses infrastructures peut être observée sur les différentes représentations cartographiques du territoire : la carte de Cassini (XVIIIe siècle), la carte d'état-major (1820-1866) et les cartes ou photos aériennes de l'IGN pour la période actuelle (1950 à aujourd'hui).

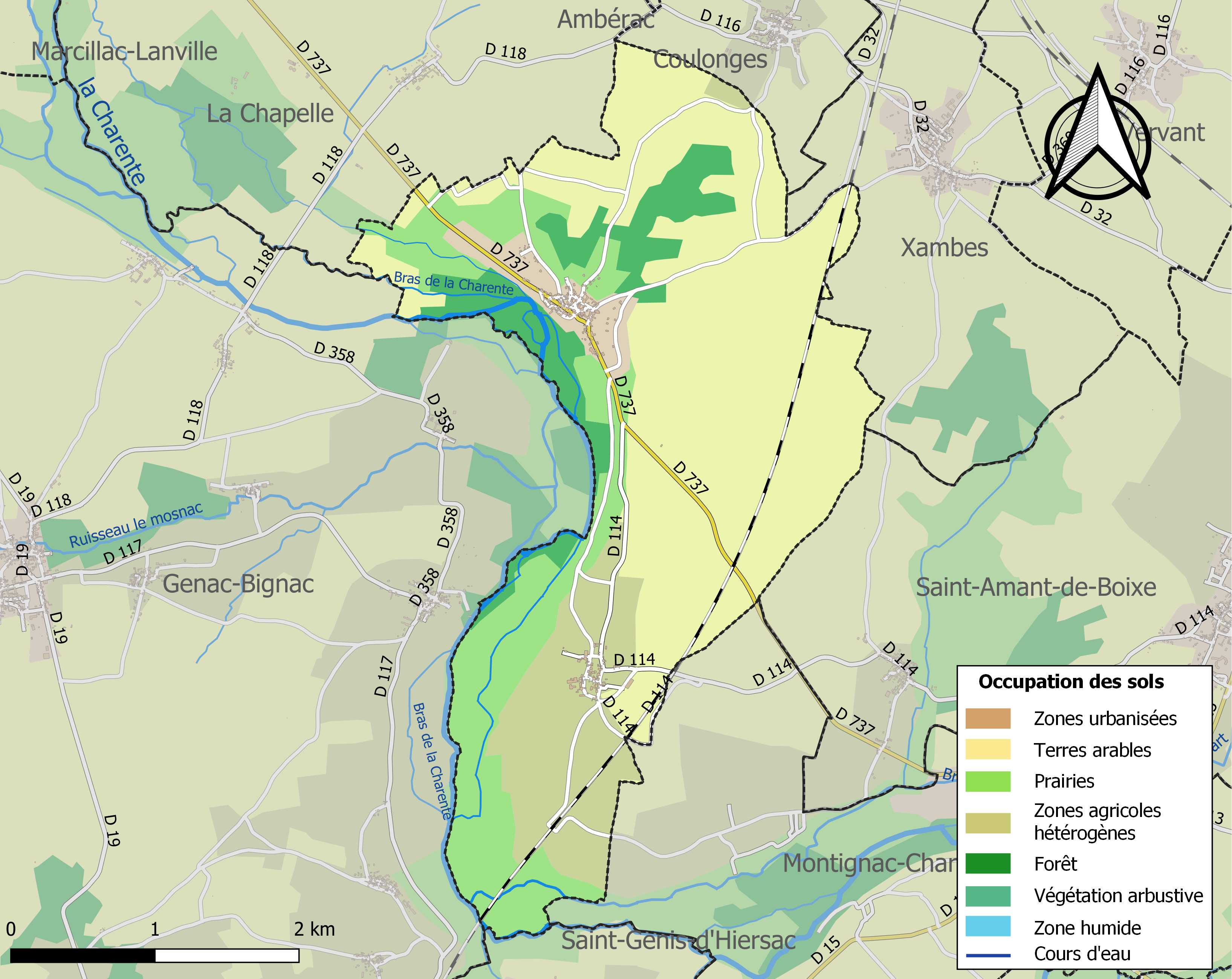
Carte des infrastructures et de l'occupation des sols de la commune en 2018 (CLC).

### Lieux-dits, hameaux et écarts
Le hameau le plus important de la commune est le Breuil, situé au sud ; il y a aussi Tousogne, situé au bord de la Charente.

### Habitat et logement
En 2018, le nombre total de logements dans la commune était de 203, alors qu'il était de 206 en 2013 et de 194 en 2008.
Parmi ces logements, 80,3 % étaient des résidences principales, 10,8 % des résidences secondaires et 8,9 % des logements vacants. Ces logements étaient pour 100 % d'entre eux des maisons individuelles et pour 0 % des appartements.
Le tableau ci-dessous présente la typologie des logements à Vouharte en 2018 en comparaison avec celle de la Charente et de la France entière. Une caractéristique marquante du parc de logements est ainsi une proportion de résidences secondaires et logements occasionnels (10,8 %) supérieure à celle du département (6,4 %) et à celle de la France entière (9,7 %). Concernant le statut d'occupation de ces logements, 89 % des habitants de la commune sont propriétaires de leur logement (89 % en 2013), contre 66,8 % pour la Charente et 57,5 % pour la France entière.
| Typologie                                               | Vouharte | Charente | France entière |
| ------------------------------------------------------- | -------- | -------- | -------------- |
| Résidences principales (en %)                           | 80,3     | 83       | 82,1           |
| Résidences secondaires et logements occasionnels (en %) | 10,8     | 6,4      | 9,7            |
| Logements vacants (en %)                                | 8,9      | 10,6     | 8,2            |

### Risques naturels et technologiques
Le territoire de la commune de Vouharte est vulnérable à différents aléas naturels : météorologiques (tempête, orage, neige, grand froid, canicule ou sécheresse), inondations et séisme (sismicité modérée). Un site publié par le BRGM permet d'évaluer simplement et rapidement les risques d'un bien localisé soit par son adresse soit par le numéro de sa parcelle.
Certaines parties du territoire communal sont susceptibles d’être affectées par le risque d’inondation par débordement de cours d'eau, notamment la Charente. La commune a été reconnue en état de catastrophe naturelle au titre des dommages causés par les inondations et coulées de boue survenues en 1982, 1983, 1999 et 2021,.

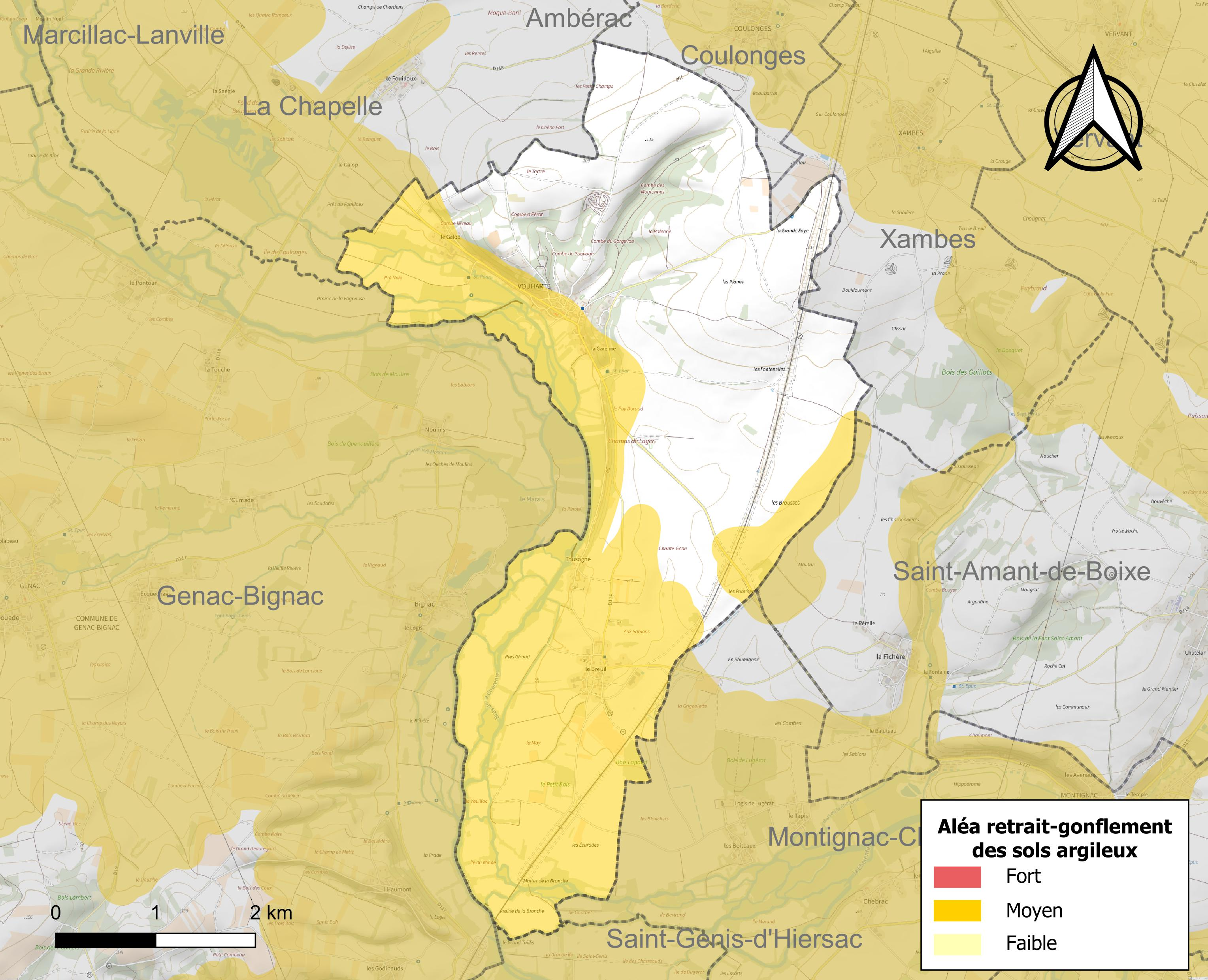
Carte des zones d'aléa retrait-gonflement des sols argileux de Vouharte.

Le retrait-gonflement des sols argileux est susceptible d'engendrer des dommages importants aux bâtiments en cas d’alternance de périodes de sécheresse et de pluie. 49,5 % de la superficie communale est en aléa moyen ou fort (67,4 % au niveau départemental et 48,5 % au niveau national). Sur les 209 bâtiments dénombrés sur la commune en 2019,  169 sont en aléa moyen ou fort, soit 81 %, à comparer aux 81 % au niveau départemental et 54 % au niveau national. Une cartographie de l'exposition du territoire national au retrait gonflement des sols argileux est disponible sur le site du BRGM,.
Par ailleurs, afin de mieux appréhender le risque d’affaissement de terrain, l'inventaire national des cavités souterraines permet de localiser celles situées sur la commune.
Concernant les mouvements de terrains, la commune a été reconnue en état de catastrophe naturelle au titre des dommages causés par des mouvements de terrain en 1999.

## Toponymie
Les formes anciennes sont Vodertam avant 800, Voarta en 900, Voerta en 1100, Vohorta, Voharte, Voherta en 1293, Voharta, Houarte (non datées).
L'origine du nom de Vouharte remonterait à un nom de personne gaulois Voartos ou Vodartos.

## Histoire

### Moyen Âge
La paroisse de Vouharte est citée au XIe siècle comme dépendant de l'abbaye de Charroux.
Le prieuré bénédictin de Vouharte aurait été fondé vers 900, le comte d'Angoulême ayant autorisé les moines à prendre dans la forêt tous le bois nécessaire à sa construction. Dans les premiers temps, le prieuré de Vouharte est tenu d'héberger, chaque année, pendant un jour et une nuit, le seigneur de Montignac, sa famille, ses gens et ses chevaux. En 1259, cette obligation est transformée par Guillaume de Valence, comte de Pembroke et seigneur de Montignac, en une redevance annuelle de 50 sous.
Principalement aux XIIe et XIIIe siècles, Vouharte se trouve sur une variante nord-sud de la via Turonensis, itinéraire du pèlerinage de Saint-Jacques-de-Compostelle passant par Nanteuil-en-Vallée, Tusson, Marcillac-Lanville, Saint-Amant-de-Boixe, Angoulême, Mouthiers, Blanzac et Aubeterre.
Après avoir dépendu de l'abbaye de Charroux, le prieur passe à sa mense abbatiale vers 1360.

### Temps modernes
Au XVIIIe siècle, avec l'abbaye de Charroux, il passe au chapitre de la Basilique Saint-Julien de Brioude. En 1790, les revenus du prieuré de Vouharte sont de 7 550 livres.
Sous l'Ancien Régime, Vouharte était une seigneurie dépendant de la châtellenie de Marcillac. De 1732 à 1765, elle passe directement au duché-pairie de La Rochefoucauld. Le duc de La Rochefoucauld était de toute façon prince de Marcillac depuis le XVIe siècle et en conserve la suzeraineté jusqu'en 1792.

### Époque contemporaine
Au début du XXe siècle, l'industrie dans la commune est représentée par les moulins de Vouharte et de Bréchignac, sur la Charente, et les fours à chaux de Tousogne. Il y avait également des carrières d'un calcaire très fin employé à la confection de pierres lithographiques.
En 2008 les élus de Vouharte se sont fédérés à l'initiative des élus du Pays ruffécois avec 17 communes du Nord-Charente et 5 des Deux-Sèvres en une fédération qui demande des compensations aux nuisances que va leur apporter la LGV Sud Europe Atlantique.

## Administration

### Rattachements administratifs et électoraux

#### Rattachements administratifs
La commune se trouve dans l'arrondissement d'Angoulême du département de la Charente.
Elle faisait partie depuis 1793 du canton de Saint-Amant-de-Boixe. Dans le cadre du redécoupage cantonal de 2014 en France, cette circonscription administrative territoriale a disparu, et le canton n'est plus qu'une circonscription électorale.

#### Rattachements électoraux
Pour les élections départementales, la commune fait partie depuis 2014 du canton de Boixe-et-Manslois
Pour l'élection des députés, elle fait partie de la troisième circonscription de la Charente.

### Intercommunalité
Vouharte  était membre de la petite communauté de communes de la Boixe, un établissement public de coopération intercommunale (EPCI) à fiscalité propre créé fin 1993  et auquel la commune avait transféré un certain nombre de ses compétences, dans les conditions déterminées par le code général des collectivités territoriales.
Dans le cadre des dispositions de la loi portant nouvelle organisation territoriale de la République du 7 août 2015, qui prévoit que les établissements publics de coopération intercommunale (EPCI) à fiscalité propre doivent avoir un minimum de 15 000 habitants, cette intercommunalité a fusionné avec ses voisines  pour former, le 1er janvier 2017, la communauté de communes Cœur de Charente, dont est désormais membre la commune.

### Tendances politiques et résultats
À l'élection présidentielle de 2007 Vouharte a voté à 61,40 % pour Nicolas Sarkozy et à 38,60 % pour Ségolène Royal.
À l'élection présidentielle de 2012 Vouharte a voté à 52,36 % pour Nicolas Sarkozy et à 47,64 % pour François Hollande.
Lors du premier tour de l'élection présidentielle de 2017, les quatre premiers candidats sont respectivement François Fillon (25,00 %), Marine Le Pen (23,28 %), Emmanuel Macron (17,24 %) et Jean-Luc Mélenchon (16,81 %).
Au second tour, le candidat élu Emmanuel Macron obtient 120 voix (62,50 %= et Marine Le Pen 72 voix (37,50 %). Lors de ce scrutin, 16,37 % des électeurs se sont abstenus.
Lors du premier tour de l'élection présidentielle de 2022, les quatre premiers candidats sont respectivement Emmanuel Macron (31,10 %), Marine Le Pen (23,92 %), Jean-Luc Mélenchon (13,88 %) et Éric Zemmour (8,61 %).
Au second tour, le candidat élu Emmanuel Macron obtient 92 voix (52,27 %) et Marine Le Pen 84 voix (47,73 %). Lors de ce scrutin, 20,62 % des électeuyrs se sont abstenus.

### Liste des maires
| Période                                  | Période                        | Identité           | Étiquette | Qualité                                                           |
| ---------------------------------------- | ------------------------------ | ------------------ | --------- | ----------------------------------------------------------------- |
| Les données manquantes sont à compléter. |                                |                    |           |                                                                   |
| 1953                                     | 2001                           | Pierre Basset      | SE        | Exploitant agricole                                               |
| 2001                                     | 2008                           | Claude Fély        |           |                                                                   |
| 2008                                     | 2014                           | Jean Renier        | SE        | Cadre commercial                                                  |
| 2014                                     | mai 2020                       | Jean-Pierre Vigier | SE        | Cadre                                                             |
| mai 2020                                 | septembre 2022,                | Frédéric Brisset   |           | Employé Démissionnaire après des élections municipales partielles |
| octobre 2022                             | En cours (au 16 décembre 2022) | Patrick Michonneau |           | Employé                                                           |

### Distinctions et labels
Dans son palmarès 2024, le Conseil national de villes et villages fleuris de France a attribué deux fleurs à la commune.

## Démographie

### Évolution démographique
L'évolution du nombre d'habitants est connue à travers les recensements de la population effectués dans la commune depuis 1793. Pour les communes de moins de 10 000 habitants, une enquête de recensement portant sur toute la population est réalisée tous les cinq ans, les populations de référence des années intermédiaires étant quant à elles estimées par interpolation ou extrapolation. Pour la commune, le premier recensement exhaustif entrant dans le cadre du nouveau dispositif a été réalisé en 2008.

En 2022, la commune comptait 312 habitants, en évolution de −4,59 % par rapport à 2016 (Charente : −0,48 %, France hors Mayotte : +2,11 %).
| 1793 | 1800 | 1806 | 1821 | 1831 | 1841 | 1846 | 1851 | 1856 |
| ---- | ---- | ---- | ---- | ---- | ---- | ---- | ---- | ---- |
| 455  | 471  | 498  | 627  | 611  | 597  | 636  | 663  | 652  |

| 1861 | 1866 | 1872 | 1876 | 1881 | 1886 | 1891 | 1896 | 1901 |
| ---- | ---- | ---- | ---- | ---- | ---- | ---- | ---- | ---- |
| 681  | 666  | 631  | 621  | 522  | 508  | 491  | 436  | 425  |

| 1906 | 1911 | 1921 | 1926 | 1931 | 1936 | 1946 | 1954 | 1962 |
| ---- | ---- | ---- | ---- | ---- | ---- | ---- | ---- | ---- |
| 426  | 423  | 346  | 366  | 328  | 308  | 267  | 253  | 259  |

| 1968 | 1975 | 1982 | 1990 | 1999 | 2006 | 2008 | 2013 | 2018 |
| ---- | ---- | ---- | ---- | ---- | ---- | ---- | ---- | ---- |
| 280  | 313  | 340  | 339  | 330  | 328  | 328  | 328  | 331  |

| 2022 | - | - | - | - | - | - | - | - |
| ---- | - | - | - | - | - | - | - | - |
| 312  | - | - | - | - | - | - | - | - |

Entre 1861 et 1921, en 60 ans, Vouharte a perdu la moitié de sa population. Elle l'a actuellement stabilisé vers 340 habitants[C'est-à-dire ?], le chiffre de 1921.

### Pyramide des âges
La population de la commune est relativement âgée.
En 2018, le taux de personnes d'un âge inférieur à 30 ans s'élève à 23,3 %, soit en dessous de la moyenne départementale (30,2 %). À l'inverse, le taux de personnes d'âge supérieur à 60 ans est de 45,3 % la même année, alors qu'il est de 32,3 % au niveau départemental.
En 2018, la commune comptait 160 hommes pour 171 femmes, soit un taux de 51,66 % de femmes, légèrement supérieur au taux départemental (51,59 %).
Les pyramides des âges de la commune et du département s'établissent comme suit.
| Hommes | Classe d’âge | Femmes |
| ------ | ------------ | ------ |
| 1,9    | 90 ou +      | 3,5    |
| 13,1   | 75-89 ans    | 19,3   |
| 31,3   | 60-74 ans    | 21,6   |
| 19,4   | 45-59 ans    | 19,3   |
| 10,6   | 30-44 ans    | 13,5   |
| 10,6   | 15-29 ans    | 11,1   |
| 13,1   | 0-14 ans     | 11,7   |

| Hommes | Classe d’âge | Femmes |
| ------ | ------------ | ------ |
| 1      | 90 ou +      | 2,7    |
| 9,2    | 75-89 ans    | 12     |
| 20,6   | 60-74 ans    | 21,3   |
| 20,7   | 45-59 ans    | 20,3   |
| 16,8   | 30-44 ans    | 16     |
| 15,6   | 15-29 ans    | 13,4   |
| 16,1   | 0-14 ans     | 14,3   |

### Vie associative
L'association Grandir à Vouharte a pour vocation d'organiser toute manifestation envers les enfants : arbre de Noël, sortie à la patinoire, sortie au cinéma, découverte du karting, participation à la randonnée pour la mucoviscidose, etc.
Grandir à Vouharte a organisé deux Fêtes du bois, en 2007, où un artiste bûcheron Adrien Meneau a sculpté une bille de bois à la tronçonneuse, et créé ainsi un forgeron grandeur nature visible derrière le multiple rural, et en 2009 où le même artiste a sculpté, toujours à la tronçonneuse, un paysan portant un sac de blé sur le dos, visible au moulin de Vouharte, ainsi qu'une lavandière qui est installée au lavoir.
Le Vouharte Moto Club (VMC), créé par Jean-Pierre Raymond, organise tous les ans, le 2e ou 3e samedi de juillet[réf. nécessaire], une course en semi-nocturne, avec une finale à l'américaine pour les catégories A et B. Le terrain du VMC est ouvert tous les dimanches après-midi pour les entraînements aux licenciés FFM, hors juillet et août.
L'association des chasseurs de Vouharte organise un méchoui tous les ans, et gère les battues aux nuisibles.
Le club des Aînés se réunit deux après-midi par semaine autour d'un jeu de cartes, ou de scrabble, ainsi que le réveillon du 1er de l'an.

## Économie
L'agriculture est principalement céréalière. La viticulture occupe une petite partie de l'activité agricole. La commune est classée dans les Fins Bois, dans la zone d'appellation d'origine contrôlée du cognac.
Un multiple rural regroupe les fonctions de commerce alimentaire, bar, et relais poste.
Deux entreprises, l'une de vente de matériel agricole, de matériel d'irrigation; l'autre de vente de produits pétroliers représentent le tissu économique du village.

## Culture locale

### Lieux et monuments
- L'église paroissiale Notre-Dame qui a été construite aux XIe et XIIe siècles a été inscrite monument historique  en 2003[49]. Cette inscription a permis entre 2008 et 2010 la restauration de cinq vitraux qui retracent l'histoire du village.
Le premier, en 2008, de la baie sud, de 6 m2, principalement grâce à deux fondations : Agir en Charente-Périgord du Crédit agricole, et celle de EDF, ainsi qu'aux partenaires officiels que sont la Région, le Département. Ce vitrail réalisé par le maître verrier Anne Pinto, et l'artiste peintre Serge Van Khache, représente Notre-Dame de Vouharte, sainte patronne de la commune. Des mains de cette dernière, jaillit l'eau, source de vie, du fleuve Charente, qui a créé 102 îles sur cette commune.
Le second, en 2014, du chœur, de 18 m2, grâce au levier financier de COSEA. Ce vitrail réalisé par les maîtres verriers Philippe Riffaud et Françoise Théallier, de l'atelier du vitrail, en association, toujours, avec l'artiste peintre Serge Van Khache, représente l'histoire de Vouharte, avec :
  - le chemin de Compostelle symbolisé par les abbayes de Charroux, de Marcillac-Lanville, et de Saint-Amant-de-Boixe
  - le dernier curé de Vouharte : l'abbé Malsacre
  - les moines défricheurs

Courant 2010, trois petits vitraux de la nef sud, symbolisant l'eau, la verdure et genèse de la terre.

L'église Notre-Dame de Vouharte
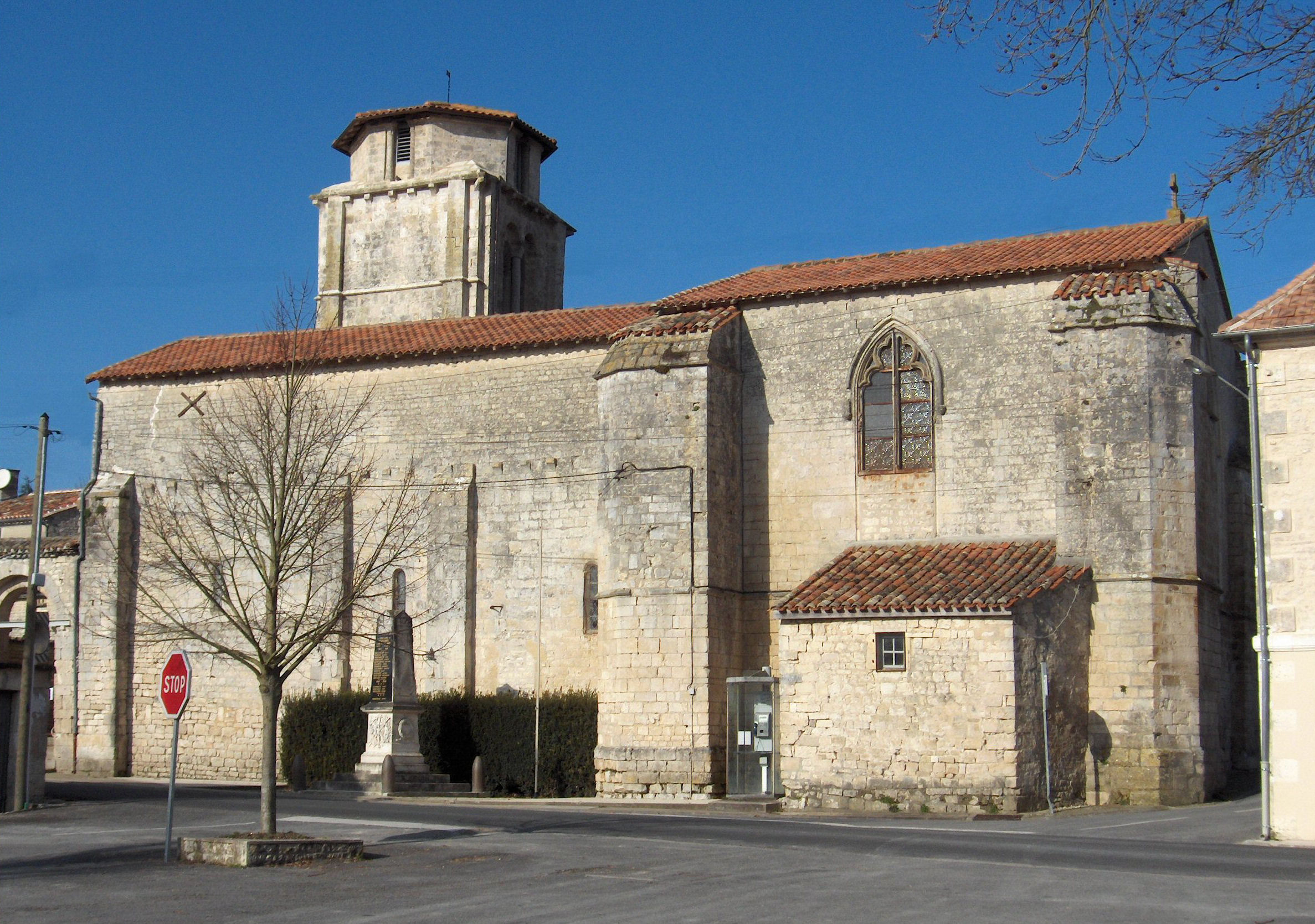
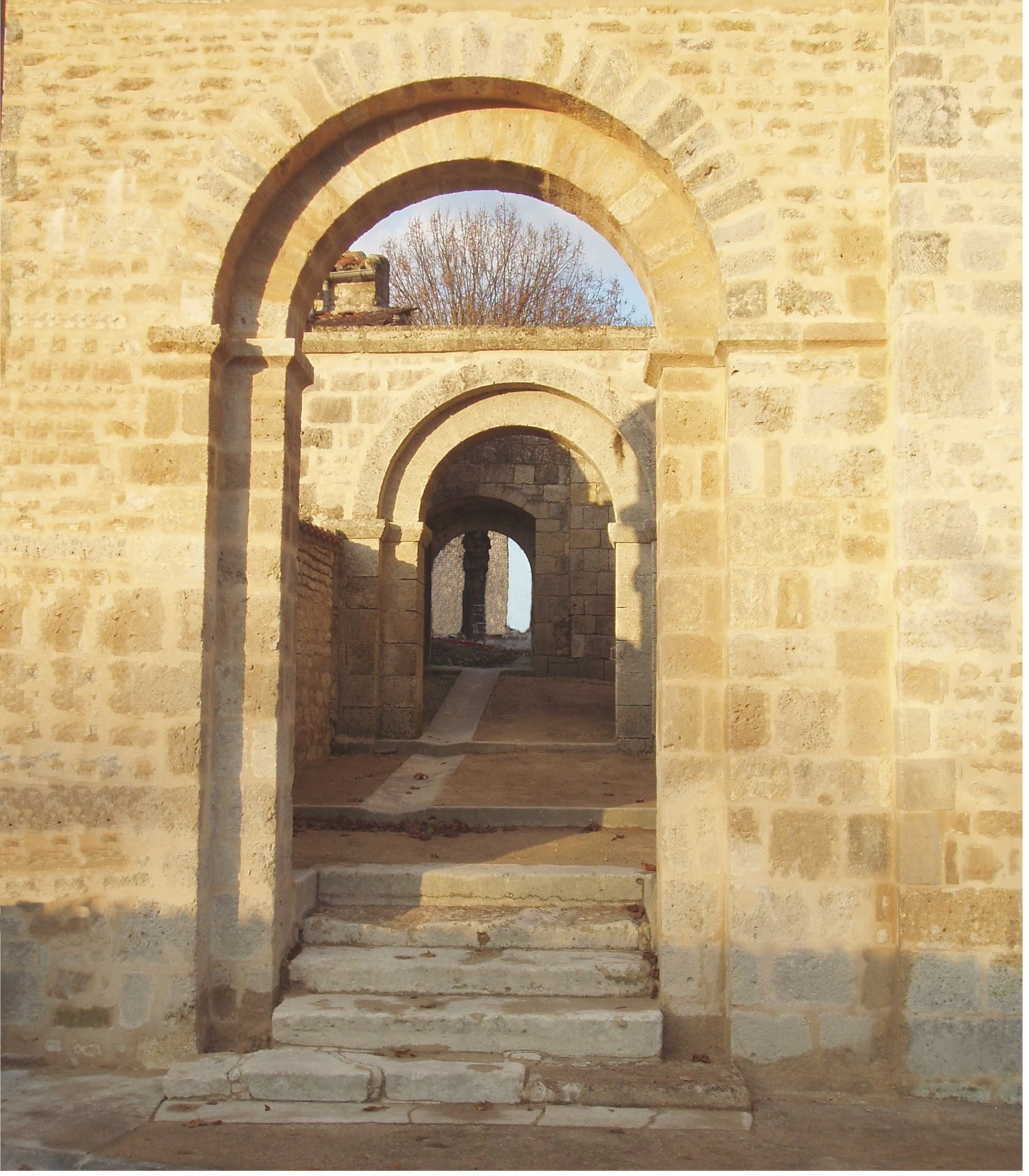
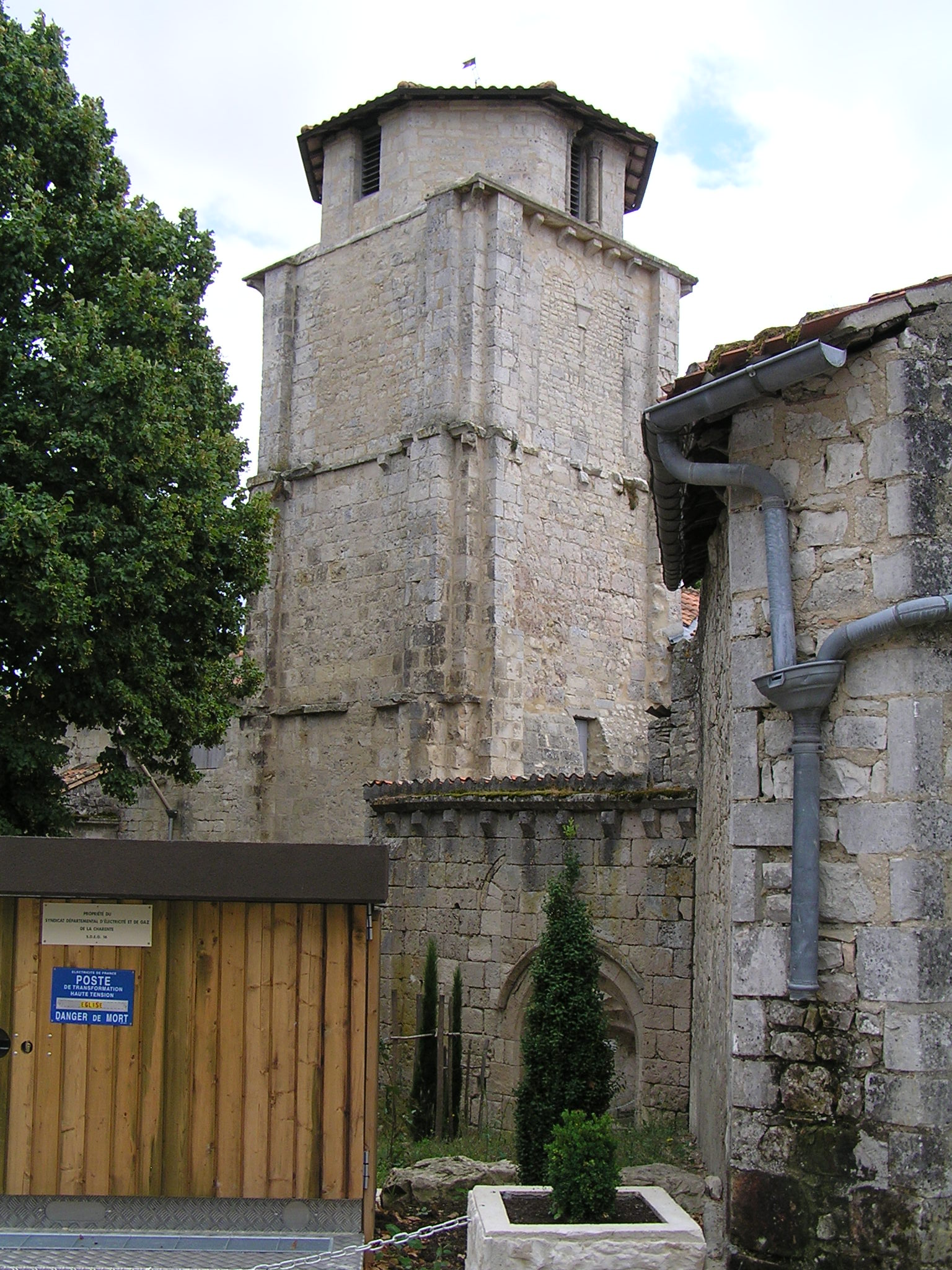
Clocher et porte.
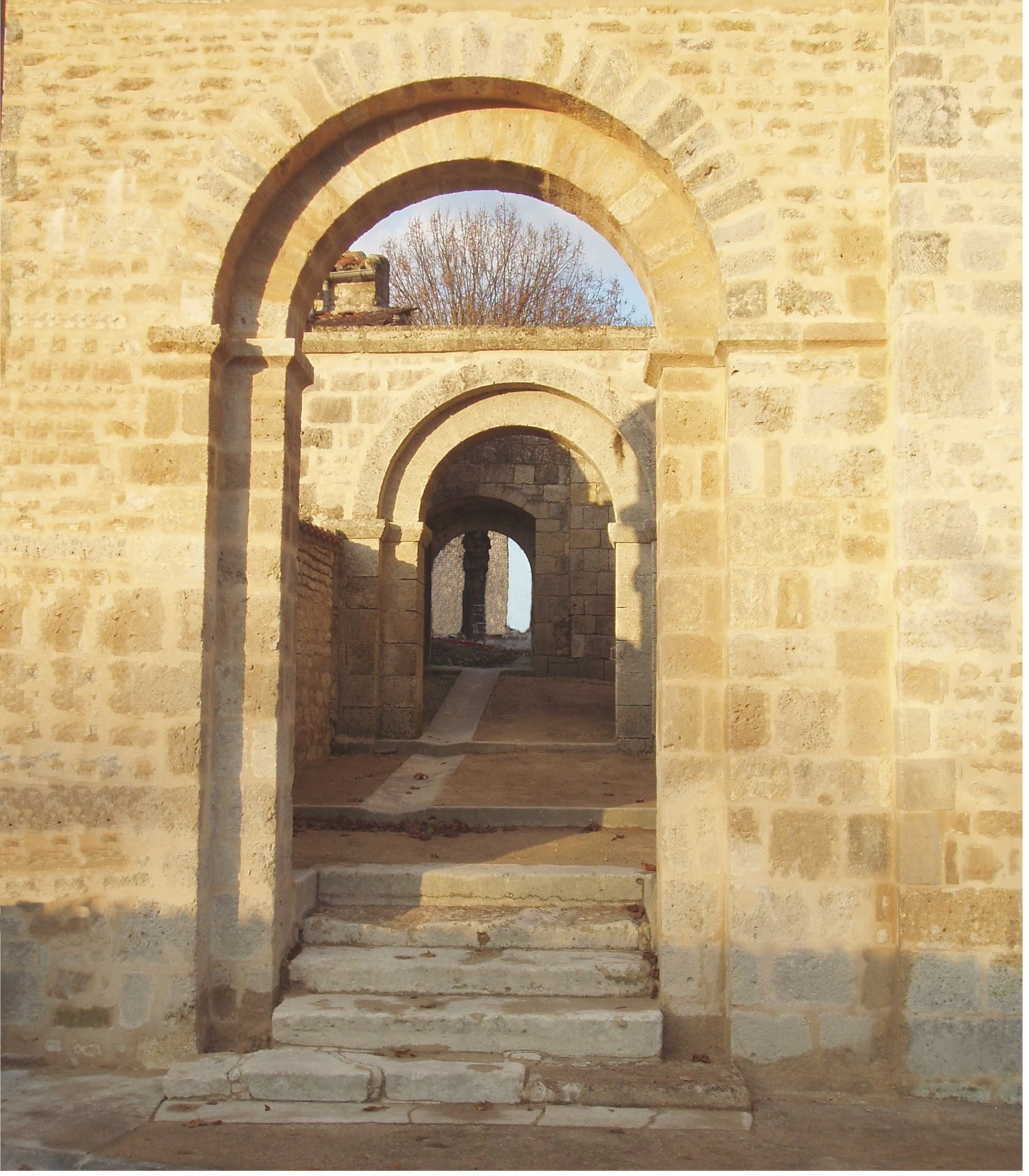
Le porche, restauré en 2008.

- Des vestiges du prieuré qui a existé en ce lieu sont visibles tout autour de l'église.
- Viaduc de Vouharte sur la LGV Sud Europe Atlantique, haut de 8 mètres et long de 522 mètres, qui traverse le fleuve et une prairie inondable entre Vouharte et Bignac[51].

Autres lieux
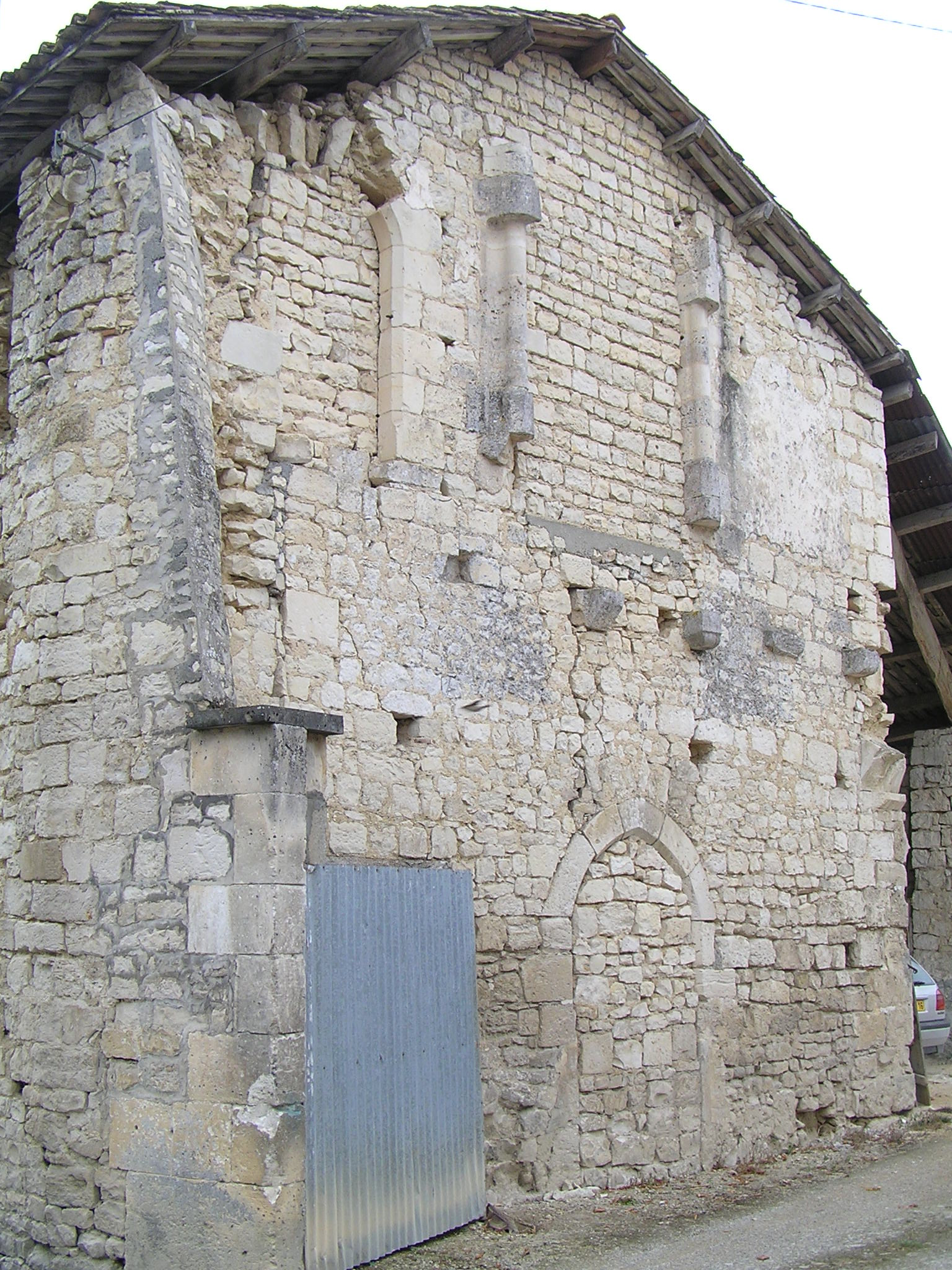
Grange dans des bâtiments de l'ancien prieuré.
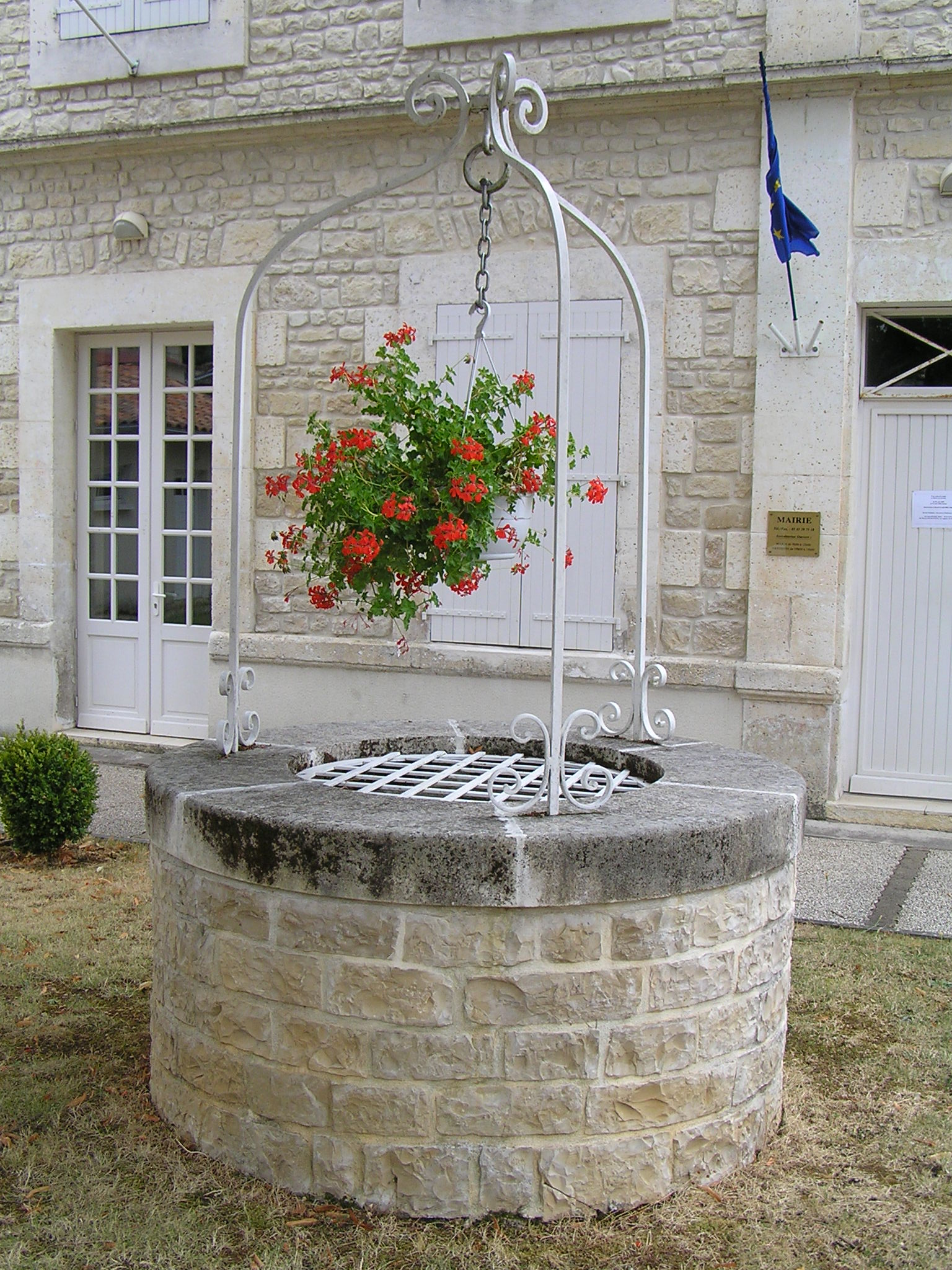
Un puits

## Pour approfondir